# Nipponnemertes arenaria
Nipponnemertes arenaria är en djurart som tillhör fylumet slemmaskar, och som först beskrevs av Ushakov 1927.  Nipponnemertes arenaria ingår i släktet Nipponnemertes och familjen Cratenemertidae. Inga underarter finns listade i Catalogue of Life.